# Бауэрман, Элси
Элси Бауэрман (англ. Elsie Bowerman, 18 декабря 1889, Танбридж-Уэллс — 18 октября 1973, Хейлшем, Восточный Суссекс) — британский адвокат и суфражистка. Является одной из выживших в катастрофе океанского лайнера «Титаник».

## Юность
Элси Эдит Бауэрман родилась в Танбридж-Уэллсе, графство Кент, в семье Уильяма Бауэрмана и его жены Эдит Марты Барбер. Её отец умер, когда ей было 5 лет. В 1901 году в возрасте 11 лет она посетила Уикомбское аббатство. В 1907 году отправилась в Париж, затем поступила в Гёртон-колледж. Позднее стала активными членом Женского общественно-политического союза Эммелин Панкхёрст, которая энергично выступала за расширение избирательного права.

## «Титаник»
10 апреля 1912 года Элси Бауэрман и её мать Эдит поднялись на борт «Титаника» в Саутгемптоне в качестве пассажирок первого класса и расположились в каюте № 33 на палубе Е. Они направлялись в США, чтобы навестить родственников своего отца. Обе были спасены шлюпкой № 6.

## Дальнейшая жизнь
После катастрофы «Титаника» Элси и её мать добрались до Америки и осуществили свои планы посетить Британскую Колумбию, Клондайк и Аляску.
Во время Первой мировой войны Бауэрман работала в шотландском женском госпитале в Румынии, а в марте 1917 года была вынуждена поехать в Санкт-Петербург, где стала свидетельницей русской революции. Вернувшись в Англию в 1917 году, она продолжила суфражистскую деятельность.
После войны Бауэрман стала изучать право и впоследствии была принята в коллегию адвокатов в 1924 году. Она стала первой женщиной-адвокатом в Олд-Бейли и проработала в этой должности до 1938 года. Во время Второй мировой войны она в течение двух лет работала в женских добровольных службах, а после провела три года в министерстве информации с зарубежными службами Би-би-си. В 1947 году отправилась в США, чтобы помочь создать комиссию Организации Объединённых Наций по положению женщин. По возвращении жила с матерью на морском курорте, Сент-Леонардс-он-Си, затем переехала в загородный дом близ Хейлшема, где и умерла после инсульта.